# 宗像郡
- 令制国一覧 > 西海道 > 筑前国 > 宗像郡
- 日本 > 九州地方 > 福岡県 > 宗像郡

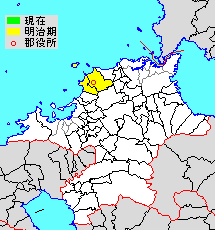
福岡県宗像郡の位置

宗像郡（むなかたぐん）は、大化の改新の後に宗像大社の神郡として建てられた筑前国（福岡県）の郡、平成の大合併で消滅した。

## 古代
宗像は古くは宗形、胸形とも書き、宗像神社（宗像大社）の所在地として重んじられていた。大化から天武天皇期にかけて順次設置されたとされる八神郡のひとつであり、文武天皇2年（698年）3月9日には近親者の連任を許す詔が下されている。一般に郡（評）を治める郡司（評司）に近親者を続けて任命することは禁止されていたが、宗像郡では神社を代々まつってきた宗形氏が重視されたものである。8世紀には宗像神社の神官が郡の大領を兼任したが、この制度は延暦19年（800年）12月4日に廃止された。

### 郡司
大領
六国史に記録が見られる範囲
| 人名       | 年代        | 備考       |
| ---------- | ----------- | ---------- |
| 宗形等抒   | 709年       |            |
| 宗形鳥麻呂 | 729年 738年 |            |
| 宗形与呂志 | 745年       |            |
| 宗形深津   | 767年       | ｢保津｣とも |
| 宗形大徳   | 778年       |            |

### 郷
『和名類聚抄』に記される郡内の郷。
- 秋郷（あきのさと） - 現在の赤間・田久・陵厳寺・石丸・武丸・吉留辺り
- 山田郷（やまたのさと） - 現在の山田・平等寺・三郎丸・土穴・須恵辺り
- 怡土郷（いとのさと） - 現在の名残・徳重・冨地原辺り、徳重に兎渡との小字が残ることから読みは「とど」との説もある
- 荒自郷（あらしのさと） - 現在の在自・津屋崎周辺
- 野坂郷（のさかのさと） - 現在の野坂周辺
- 荒木郷（あらきのさと） - 現在の宮若市上有木・下有木（笠松地区）周辺
- 海部郷（あまのさと） - 現在の鐘崎・上八・岡垣町波津辺り
- 席内郷（むしろうちのさと） - 現在の筵内など現在の古賀市・新宮町全域
- 深田郷（ふかたのさと） - 現在の神湊・深田・牟田尻・江口・池田・田野辺り
- 蓑生郷（みのうのさと） - 現在の宮司・手光・上西郷辺り
- 辛家郷（からやのさと） - 現在の宮若市水原周辺
- 小荒郷（こあれのさと） - 現在の勝浦・津屋崎周辺、又は地島との説もある
- 大荒郷（おおあれのさと） - 同上、大島との説もある
- 津九郷（つくのさと） - 現在の津丸周辺

### 式内社
『延喜式』神名帳に記される郡内の式内社。
| 神名帳             | 神名帳     | 神名帳   | 神名帳 | 比定社   | 比定社                                                                           | 比定社 | 集成 |
| 社名               | 読み       | 格       | 付記   | 社名     | 所在地                                                                           | 備考   | 集成 |
| ------------------ | ---------- | -------- | ------ | -------- | -------------------------------------------------------------------------------- | ------ | ---- |
| 宗像郡 4座（並大） |            |          |        |          |                                                                                  |        |      |
| 宗像神社 三座      | ムナカタノ | 並名神大 |        | 宗像大社 | 沖津宮：福岡県宗像市大島沖ノ島 中津宮：福岡県宗像市大島 辺津宮：福岡県宗像市田島 |        |      |
| 織幡神社           | オリハタノ | 名神大   |        | 織幡神社 | 福岡県宗像市鐘崎                                                                 |        |      |
| 凡例を表示         |            |          |        |          |                                                                                  |        |      |

## 明治維新後

### 町村制以前の沿革
- 明治初年時点では全域が筑前福岡藩領であった。「旧高旧領取調帳」に記載されている明治初年時点での村は以下の通り。（60村）

勝浦村、奴山村、用山村、大石村、須多田村、在自村、津屋崎村、渡村、牟田尻村、田島村、多礼村、池浦村、吉田村、田野村、上八村、池田村、河東村、江口村、鐘崎村、神湊村、大島村、地島村、須恵村、土穴村、稲元村、曲村、光岡村、野坂村、朝町村、名残村、徳重村、富地原村、吉留村、武丸村、石丸村、赤間村、陵厳寺村、田久村、三郎丸村、平等寺村、山田村、村山田村、大井村、田熊村、東郷村、久原村、王丸村、大穂町、大穂村、八並村、畦町村、本木村、舎利蔵村、内殿村、上西郷村、下西郷村、宮司村、手光村、津丸村、久末村
- 明治4年7月14日（1871年8月29日） - 廃藩置県により福岡県の管轄となる。

### 郡域
- 明治11年（1878年）11月1日 - 郡区町村編制法の福岡県での施行により、行政区画としての宗像郡が発足。郡役所が東郷村に設置。当時の郡域は、現在の宗像市・福津市にあたる。

### 町村制以降の沿革

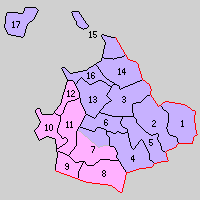
1.吉武村 2.赤間村 3.河東村 4.野坂村 5.宮田村 6.東郷村 7.神興村 8.上西郷村 9.下西郷村 10.津屋崎村 11.宮地村 12.勝浦村 13.田島村 14.池野村 15.岬村 16.神湊村 17.大島村（紫：宗像市 桃：福津市）

- 明治22年（1889年）4月1日 - 町村制の施行により、以下の各村が発足。（17村）
  - 吉武村 ← 武丸村、吉留村（現・宗像市）
  - 赤間村 ← 田久村、石丸村、赤間村、陵厳寺村、三郎丸村、土穴村、徳重村、名残村、富地原村（現・宗像市）
  - 河東村 ← 須恵村、山田村、平等寺村、稲元村、河東村、池浦村（現・宗像市）
  - 野坂村 ← 野坂村、大穂町、大穂村、王丸村（現・宗像市）
  - 宮田村 ← 曲村、朝町村、光岡村（現・宗像市）
  - 東郷村 ← 田熊村、東郷村、久原村、大井村、用山村（現・宗像市）
  - 神興村 ← 村山田村（現・宗像市／福津市）、津丸村、八並村、久末村、手光村（現・福津市）
  - 上西郷村 ← 内殿村、上西郷村、畦町村、本木村、舎利蔵村（現・福津市）
  - 下西郷村（単独村制。現・福津市）
  - 津屋崎村 ← 津屋崎村、渡村（現・福津市）
  - 宮地村 ← 宮司村、在自村、須多田村、大石村、奴山村（現・福津市）
  - 勝浦村（単独村制。現・福津市）
  - 田島村 ← 牟田尻村、田島村、多礼村、吉田村（現・宗像市）
  - 池野村 ← 池田村、田野村（現・宗像市）
  - 岬村 ← 鐘崎村、上八村、地島村（現・宗像市）
  - 神湊村 ← 江口村、神湊村（現・宗像市）
  - 大島村（単独村制。現・宗像市）
- 明治29年（1896年）7月1日 - 郡制を施行。
- 明治30年（1897年）6月4日 - 津屋崎村が町制施行して津屋崎町となる。（1町16村）
- 明治31年（1898年）6月25日 - 赤間村が町制施行して赤間町となる。（2町15村）
- 明治39年（1906年）5月2日 - 神湊村が町制施行して神湊町となる。（3町14村）
- 明治42年（1909年）4月1日（4町12村）
  - 下西郷村が町制施行・改称して福間町となる。
  - 津屋崎町・宮地村が合併し、改めて津屋崎町が発足。
- 明治44年（1911年）6月1日 - 野坂村・宮田村が合併して南郷村が発足。（4町11村）
- 大正12年（1923年）4月1日 - 郡会が廃止。郡役所は存続。
- 大正14年（1925年）10月1日 - 東郷村が町制施行して東郷町となる。（5町10村）
- 大正15年（1926年）7月1日 - 郡役所が廃止。以降は地域区分名称となる。
- 昭和29年（1954年）4月1日（4町5村）
  - 東郷町・赤間町・南郷村・河東村・吉武村および神興村の一部（村山田の一部）が合併して宗像町が発足。
  - 福間町・上西郷村および神興村の残部（手光・津丸・久末・八並および村山田の残部）が合併し、改めて福間町が発足。
- 昭和30年（1955年）3月1日 - 津屋崎町・勝浦村が合併し、改めて津屋崎町が発足。（4町4村）
- 昭和30年（1955年）4月1日 - 神湊町・田島村・池野村・岬村が合併して玄海町が発足。（4町1村）
- 昭和56年（1981年）4月1日 - 宗像町が市制施行して宗像市となり、郡より離脱。（3町1村）
- 平成15年（2003年）4月1日 - 玄海町が宗像市と合併し、改めて宗像市が発足、郡より離脱。（2町1村）
- 平成17年（2005年）
  - 1月24日 - 福間町・津屋崎町が合併して福津市となり、郡より離脱。（1村）
  - 3月28日 - 大島村が宗像市に編入。同日宗像郡消滅。

### 変遷表
| 明治22年以前 | 明治22年4月1日 | 明治22年 - 昭和19年            | 明治22年 - 昭和19年            | 昭和20年 - 昭和34年                         | 昭和35年 - 昭和64年 | 平成1年 - 現在               | 現在   |
| ------------ | -------------- | ------------------------------ | ------------------------------ | ------------------------------------------- | ------------------- | ---------------------------- | ------ |
|              | 津屋崎村       | 明治30年6月4日 町制            | 明治42年4月1日 津屋崎町        | 昭和30年3月1日 津屋崎町                     | 津屋崎町            | 平成17年1月24日 福津市       | 福津市 |
|              | 宮地村         | 宮地村                         | 明治42年4月1日 津屋崎町        | 昭和30年3月1日 津屋崎町                     | 津屋崎町            | 平成17年1月24日 福津市       | 福津市 |
|              | 勝浦村         | 勝浦村                         | 勝浦村                         | 昭和30年3月1日 津屋崎町                     | 津屋崎町            | 平成17年1月24日 福津市       | 福津市 |
|              | 下西郷村       | 明治42年4月1日 町制改称 福間町 | 明治42年4月1日 町制改称 福間町 | 昭和29年4月1日 福間町（神興村村山田を除く） | 福間町              | 平成17年1月24日 福津市       | 福津市 |
|              | 上西郷村       | 上西郷村                       | 上西郷村                       | 昭和29年4月1日 福間町（神興村村山田を除く） | 福間町              | 平成17年1月24日 福津市       | 福津市 |
|              | 神興村         | 神興村                         | 神興村                         | 昭和29年4月1日 福間町（神興村村山田を除く） | 福間町              | 平成17年1月24日 福津市       | 福津市 |
|              | 神興村         | 神興村                         | 神興村                         | 昭和29年4月1日 宗像町（神興村村山田を含む） | 昭和56年4月1日 市制 | 平成15年4月1日 宗像市        | 宗像市 |
|              | 赤間村         | 明治31年6月25日 町制           | 明治31年6月25日 町制           | 昭和29年4月1日 宗像町（神興村村山田を含む） | 昭和56年4月1日 市制 | 平成15年4月1日 宗像市        | 宗像市 |
|              | 東郷村         | 大正14年10月1日 町制           | 大正14年10月1日 町制           | 昭和29年4月1日 宗像町（神興村村山田を含む） | 昭和56年4月1日 市制 | 平成15年4月1日 宗像市        | 宗像市 |
|              | 吉武村         | 吉武村                         | 吉武村                         | 昭和29年4月1日 宗像町（神興村村山田を含む） | 昭和56年4月1日 市制 | 平成15年4月1日 宗像市        | 宗像市 |
|              | 野坂村         | 明治44年6月1日 南郷村          | 明治44年6月1日 南郷村          | 昭和29年4月1日 宗像町（神興村村山田を含む） | 昭和56年4月1日 市制 | 平成15年4月1日 宗像市        | 宗像市 |
|              | 宮田村         | 明治44年6月1日 南郷村          | 明治44年6月1日 南郷村          | 昭和29年4月1日 宗像町（神興村村山田を含む） | 昭和56年4月1日 市制 | 平成15年4月1日 宗像市        | 宗像市 |
|              | 河東村         | 河東村                         | 河東村                         | 昭和29年4月1日 宗像町（神興村村山田を含む） | 昭和56年4月1日 市制 | 平成15年4月1日 宗像市        | 宗像市 |
|              | 神湊村         | 明治39年5月1日 町制            | 明治39年5月1日 町制            | 昭和30年4月1日 玄海町                       | 玄海町              | 平成15年4月1日 宗像市        | 宗像市 |
|              | 池野村         | 池野村                         | 池野村                         | 昭和30年4月1日 玄海町                       | 玄海町              | 平成15年4月1日 宗像市        | 宗像市 |
|              | 岬村           | 岬村                           | 岬村                           | 昭和30年4月1日 玄海町                       | 玄海町              | 平成15年4月1日 宗像市        | 宗像市 |
|              | 田島村         | 田島村                         | 田島村                         | 昭和30年4月1日 玄海町                       | 玄海町              | 平成15年4月1日 宗像市        | 宗像市 |
|              | 大島村         | 大島村                         | 大島村                         | 大島村                                      | 大島村              | 平成17年3月28日 宗像市に編入 | 宗像市 |

## 行政
歴代郡長
| 代 | 氏名 | 就任年月日                | 退任年月日                | 備考                   |
| -- | ---- | ------------------------- | ------------------------- | ---------------------- |
| 1  |      | 明治11年（1878年）11月1日 |                           |                        |
|    |      |                           | 大正15年（1926年）6月30日 | 郡役所廃止により、廃官 |

郡長を務めた主な人物
- 小野隆助
- 吉田鞆二郎